# كاستلساردو
کاستلساردو (الساسارية: Castheddu؛ السردينية: Casteddu Sardu)، هي مدينة وبلدية في سردينيا، إيطاليا، وتقع في الشمال الغربي من الجزيرة، داخل مقاطعة سسارة، في الطرف الشرقي لخليج أسينارا.

## السكان
في سنة 1861 بلغ عدد السكان 1٬711 نسمة، وتطور العدد ليصل في سنة 2011 لـ 5٬737 نسمة.
يظهر هذا المخطط البياني تطور النمو السكاني لـ كاستلساردو